# Белавія
Белавія або Белавіа (англ. Belavia; біл. Белавія) — національна білоруська авіакомпанія. Основні рейсові та чартерні міжнародні польоти здійснює з Національного аеропорту Мінськ. Також для вильотів із Мінська авіакомпанія використовувала аеропорт «Мінськ-1».
Компанія має 17 представництв у різних[яких?] країнах, є членом міжнародної організації авіаперевізників — IATA. 2010 року компанія перевезла 968 000 пасажирів, що на 29,4 % більше, ніж попереднього року.

## Історія
Перший білоруський повітряний термінал відкрили в Мінську 7 листопада 1933 року. Наступної весни в Мінську приземлилися 3 літаки По-2 — первістки білоруського повітряного флоту. 1936 року почали здійснювати перший регулярний рейс до Москви. Улітку 1940 засновано Білоруське об'єднання цивільної авіації.

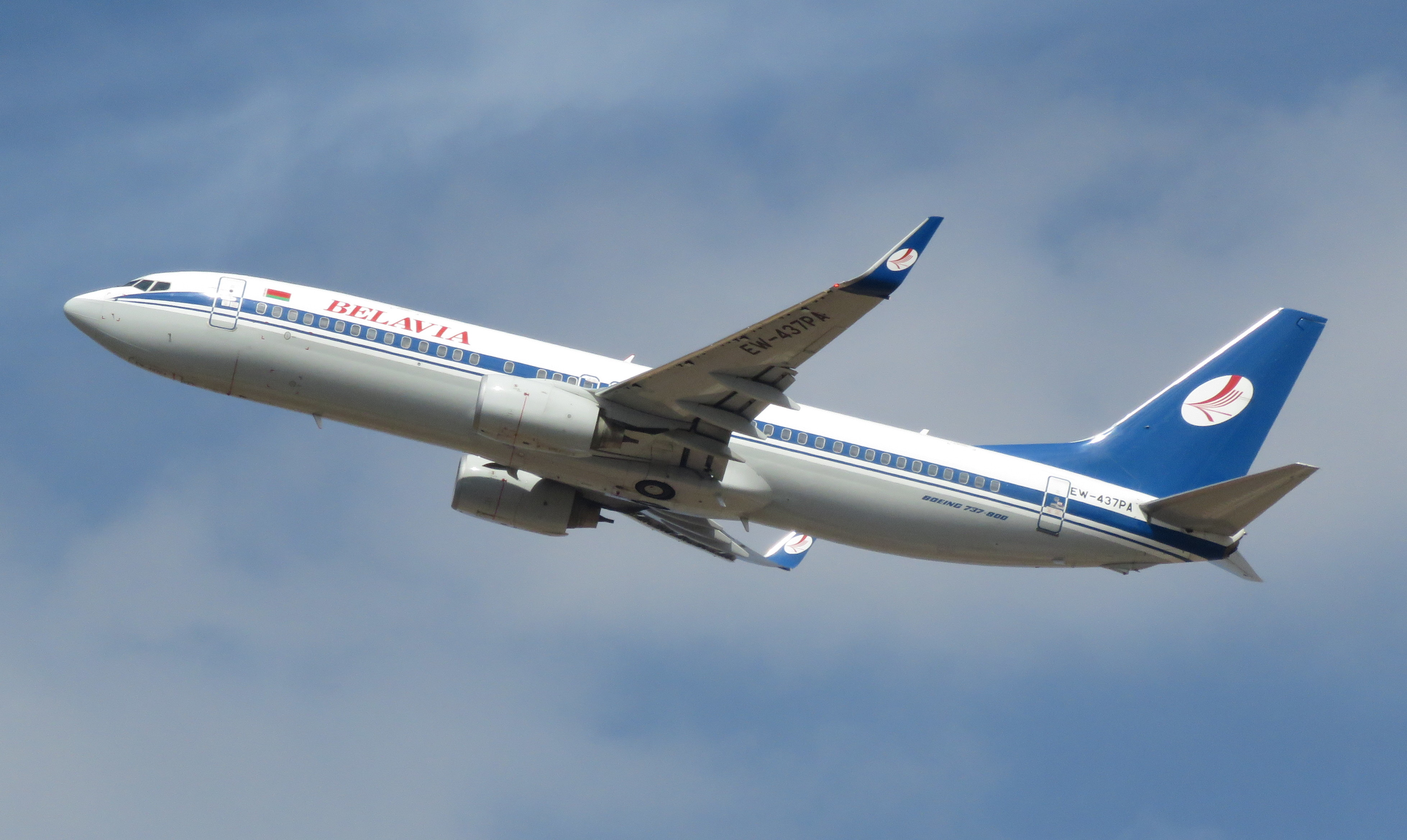
Belavia Boeing 737
у старій лівреї

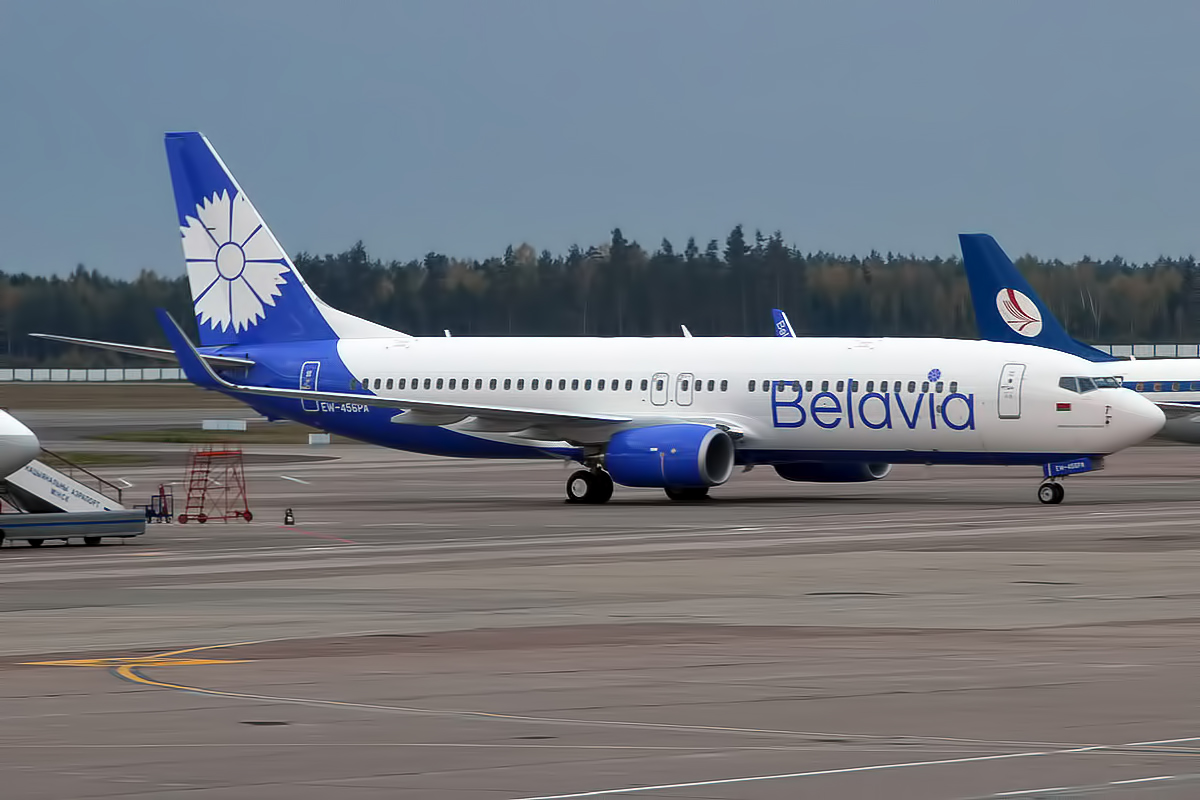
Belavia Boeing 737—800
у новій лівреї

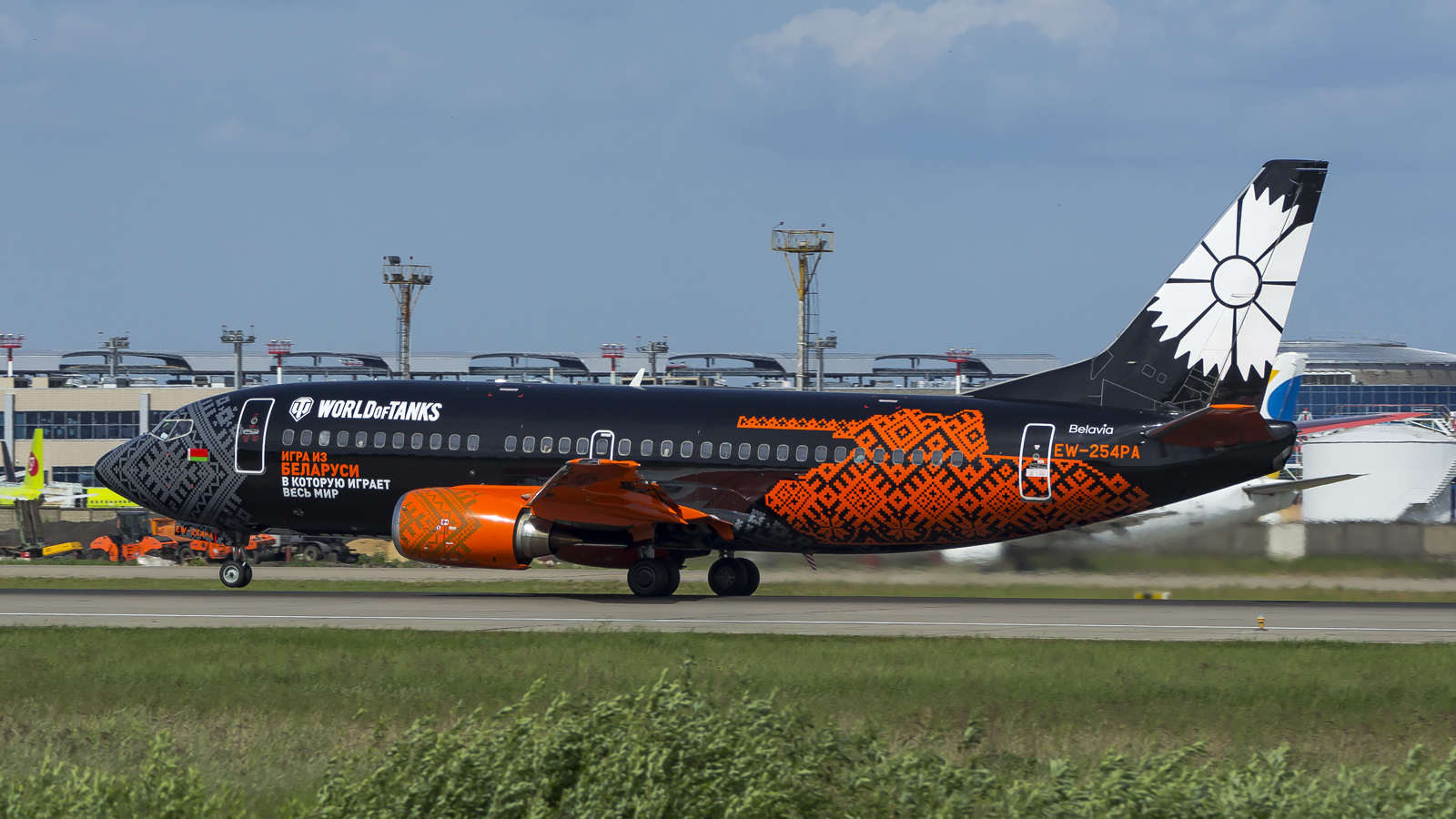
Boeing 737 з рекламою World of Tanks

1964 року білоруську реєстрацію отримав перший літак Ту-124, у 1973 — Ту-134. Перші лайнери Ту-154 з'явилися в Білорусі 1983 року.
1 лютого 1985 року неподалік аеропорту Мінськ-2 зазнав аварії літак Ту-134. Загинули щонайменше 58 осіб з 80-ти, що перебували на борту. Катастрофа сталася відразу після зльоту через потрапляння льоду з крила літака у двигуни з подальшим їх руйнуванням унаслідок помилок у передпольотному обслуговуванні лайнера.
Національна авіакомпанія «Белавія» утворена 5 березня 1996 на базі Білоруського об'єднання цивільної авіації, що мав 60-річний досвід пасажирських та вантажних авіаперевезень. Нині вона володіє значним парком повітряних суден, висококваліфікованими фахівцями і добре освоєними численними повітряними трасами. У 1998 «Белавія» отримала по лізингу «ТУ-154М» (обсяг угоди склав близько 6 млн доларів США) і об'єдналася з авіакомпанією «Мінскавіа», у результаті чого її флот поповнився кількома Ан-24, Ан-26 і Як−40.
У міжнародних перевезеннях «Белавія» співпрацює з такими відомими авіакомпаніями як російська «Аерофлот», а також зарубіжними «Aer Lingus», «LOT», «Lufthansa», «Austrian Airlines» та інші, з якими укладено угоди про комерційне співробітництво.
Днем заснування Національної авіакомпанії «Белавія» офіційно вважають 5 березня 1996 року, але через те, що утворена вона на базі Білоруського об'єднання цивільної авіації, то історія розпочинається з 1993 року.
Після примусової посадки рейсу 4978 авіакомпанії Ryanair 23 травня 2021 року, що прямував з Афін до Вільнюса через територію Білорусі, країни Європи почали вводити заборону для польотів «Белавія».

### Міграційна криза і далі
У 2021 році компанія перевозила мігрантів до Мінська, таким чином допомагаючи у створенні кризи на кордоні Литви та Польщі із Білоруссю.
13 листопада 2021 року після рішення ЄС ввести проти Білорусі та авіакомпаній, які перевозять мігрантів до Білорусі, санкцій компанія призупинила рейси до Мінська для громадян Сирії, Іраку та Ємену.
2 грудня 2021 року «Белавія» потрапила до чорного списку Європейського Союзу у зв'язку з міграційною кризою. 20 грудня Швейцарія додала компанію до свого санкційного списку. 22 грудня до відповідного пакету санкцій ЄС приєдналися Албанія, Ісландія, Ліхтенштейн, Норвегія, Північна Македонія, Сербія та Чорногорія.
У серпні 2023 року США внесли «Белавіа» до списку спеціально позначених громадян і заблокованих осіб.

### Код-шерінгові угоди
Код-шерінгові угоди «Белавія» має з такими авіакомпаніями:
- Air France
- airBaltic
- Austrian Airlines
- Czech Airlines
- Etihad Airways
- Finnair
- KLM
- LOT Polish Airlines
- Motor Sich Airlines
- S7 Airlines
- Turkish Airlines[15]
- Copa Airlines[16]
- Uzbekistan Airways

## Аерофлот
Флот Belavia на січень 2018:
| Тип                 | В дії | Замовлено | Пасажирів | Пасажирів | Пасажирів | Примітки                           |
| Тип                 | В дії | Замовлено | C         | Y         | Загалом   | Примітки                           |
| ------------------- | ----- | --------- | --------- | --------- | --------- | ---------------------------------- |
| Boeing 737-300      | 7     | —         | —         | 148       | 148       | Поступово виводять з експлуатації. |
| Boeing 737-500      | 6     | —         | 8         | 96        | 104       | Поступово виводять з експлуатації. |
| Boeing 737-500      | 6     | —         | —         | 120       | 120       | Поступово виводять з експлуатації. |
| Boeing 737-800      | 5     | —         | —         | 189       | 189       |                                    |
| Bombardier CRJ100ER | 1     | —         | —         | 50        | 50        |                                    |
| Bombardier CRJ200ER | 3     | —         | —         | 50        | 50        |                                    |
| Embraer 175LR       | 2     | 3         | 12        | 64        | 76        |                                    |
| Embraer 195LR       | 2     | 5         | 11        | 96        | 107       |                                    |
| Загалом             | 26    | 8         |           |           |           |                                    |